# Ястребиные орлы
Ястребиные орлы (лат. Hieraaetus) — род хищных птиц из семейства ястребиных (Accipitridae). Орлы среднего размера. Самый маленький из всего подсемейства новогвинейский орёл-карлик (Hieraaetus weiskei) достигает размеров от 38 до 48 см. Представители рода распространены в Евразии, Африке и Австралии.

## Классификация
В состав рода включают пять видов:
| Изображение | Научное название       | Русское название            | Распространение  |
| ----------- | ---------------------- | --------------------------- | ---------------- |
|             | Hieraaetus ayresii     | Африканский ястребиный орёл | Африка           |
|             | Hieraaetus pennatus    | Орёл-карлик                 | Евразия и Африка |
|             | Hieraaetus morphnoides | Австралийский орёл-карлик   | Австралия        |
|             | Hieraaetus weiskei     | Новогвинейский орёл-карлик  | Новая Гвинея     |
|             | Hieraaetus wahlbergi   | Серебристый орёл            | Африка           |

В состав рода включают и вымершего орла Хааста (Hieraaetus moorei), обитавшего в Новой Зеландии. Является самой крупной хищной птицей исторической эпохи, весившей до 15 кг.

## Охранный статус
МСОП присвоил всем подчинённым таксонам рода охранный статус «Виды, вызывающие наименьшие опасения» (LC).